# 김병률
김병률(金炳律, 1930년 ~ 2013년 11월 4일)은 조선민주주의인민공화국의 정치인이다. 최고재판소장 겸 조선로동당 중앙위원회 정치국 위원이다. 최고인민회의 제12기 대의원 겸 법제위원회 위원이다.

## 경력
1930년 일제강점기에 평안북도에서 태어났다. 만경대혁명학원을 졸업했으며, 한국전쟁 당시 김일성 호위무관을 지냈다. 1969년 11월 평안북도 당 책임비서에 임명되었으며, 1970년 11월에는 당 중앙위원회 위원에 선출되었다. 1974년 9월 평안북도 인민위원장을 맡았고, 1985년 6월에는 평안북도 도당 책임비서도 겸하게 되었다. 그리고 1986년 12월 중앙인민위원회 위원에 올랐다.
1994년 1월 호위사령부 정치위원이 되었으며, 1995년 10월 조선인민군 대장에 올랐다. 1998년 9월 중앙재판소장에 임명되었으며, 2003년 유임되었고, 최고재판소로 이름이 바뀐 이후에도 계속해서 최고재판소장을 맡고 있다. 2010년 9월, 조선로동당 중앙위원회 위원에 선임되었다.

## 최고인민회의 대의원
1972년 최고인민회의 제7기 대의원을 시작으로, 1982년 제7기, 1986년 제8기, 1998년 제10기, 2003년 제11기 대의원을 지냈으며, 2009년 4월이후 제12기 대의원을 맡고 있다. 법제위원회 위원(제10~12기)을 겸하고 있다.

## 기타
1994년 7월 김일성, 1995년 2월 오진우, 2008년 10월 박성철, 2010년 11월 조명록, 2011년 김정일 사망 당시에 국가 장의위원회 위원을 맡았다.